# Біат
Біат — у Османській імперії — клятва на вірність новому султанові.
Група, що представляла всю мусульманську громаду, біатом визнавала новий халіфа та давала урочисту клятву на покірність.